# Digiteo
Digiteo est un Réseau thématique de recherche avancée (RTRA) créé en 2006 par le CEA, le CNRS, l'INRIA, l'Université Paris-Sud 11, et les écoles polytechnique, Supélec.

## Fonctionnement
Il s'agit d'un réseau dans le domaine des sciences et technologies de l'information, qui regroupe des établissements dans le sud de la région Île-de-France, principalement sur le plateau de Saclay. En 2009, il inclut 1 800 scientifiques répartis dans 25 laboratoires.

## Membres
Les établissements membres de Digiteo, ainsi que les laboratoires de recherche impliqués, sont:
- le CEA[3], depuis sa création[2], et les laboratoires CEA LIST et CEA/DEN ;
- le CNRS[3] depuis sa création[2] ;
- l'INRIA[3], depuis sa création[2], et ses centres de recherche INRIA Saclay - Île-de-France et INRIA Paris-Rocquencourt ;
- l'École centrale Paris[3], depuis 2008[2], et le laboratoire MAS ;
- l'ENS de Cachan[3], depuis 2008[2], et les laboratoires LURPA, CMLA, LSV, LMT et SATIE ;
- l'École polytechnique[3], depuis sa création[2], et les laboratoires LIX, CMAP, LMS et LPICM communs avec le CNRS ;
- Supélec[3], depuis sa création[2], et le laboratoire L2S commun avec le CNRS et l'Université Paris 11 ;
- l'Université Paris-Sud 11[3], depuis sa création[2], et les laboratoires IEF, LIMSI et LRI communs avec le CNRS ;
- l'Université de Versailles-Saint-Quentin-en-Yvelines[3], depuis 2008[2], et les laboratoires PRISM et LISV ;
- l'Institut Télécom, les Mines Paris-Tech et l'Ensta Paris-Tech depuis 2009[2].

Il intègre à partir de 2011 un laboratoire commun entre Microsoft et Inria, renouvelé en 2014 jusqu'en 2017.

## Projets associés et partenariats
Le RTRA fonctionne dans le cadre de la Fondation de coopération scientifique Digiteo-Triangle de la Physique, qui assure la tutelle conjointe de ces deux réseaux.
Il est associé au pôle de compétitivité System@tic dont il partage 80 % des projets.

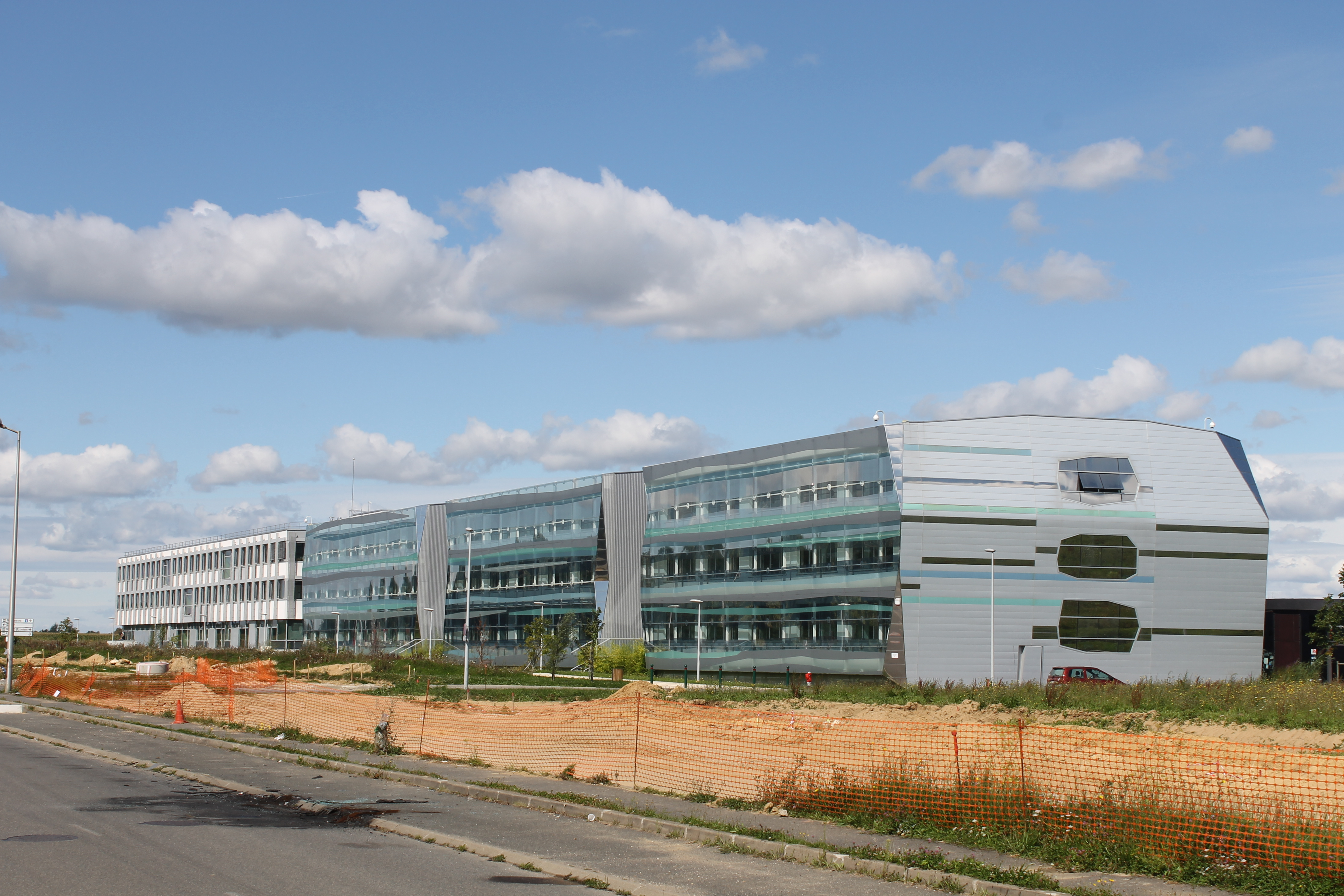
Le bâtiment de Digiteo Moulon à Gif-sur-Yvette (Paris-Saclay).

Depuis juillet 2008, la fondation Digiteo héberge le consortium Scilab pour continuer le développement du logiciel Scilab.[réf. souhaitée]